# Maja (boginja)
Maja (lat. Maia), staroitalska boginja prirode, prvenstveno plodne zemlje i biljaka.
Verovalo se da je ona kći Fauna ili žena Vulkana, a često je poistovećivana sa drugim rimskim boginjama (Telus, Bona dea, Fauna, Opa). Antički pisci je ponekad nazivaju Maiesta (uzvišena). Vulkanov sveštenik (flamen Vulcanalis) joj je žrtvovao suprasnu krmaču na majske Kalende (1. maj), na dan kojim otpočinje mesec koji je po njoj i dobio ime.

## Literatura
- Bujuklić, Žika; (2010). Forum Romanum - Rimska država, pravo, religija i mitovi, Beograd.